# Lëtzebuerger Journal
Lëtzebuerger Journal és un diari d'informació general luxemburguès en llengua alemanya. Té una editorial de posició centrista liberal, amb el suport del Partit Demòcratic.

## Història
El Lëtzebuerger Journal es va publicar per primera vegada el 5 d'abril de 1948, en substitució de l'Obermosel-Zeitung i l'Unio'n, que va deixar de publicar-se el mateix any. Aquests dos diaris van ser intents de crear un diari liberal de circulació massiva, com el Luxemburger Zeitung de l'època anterior a la guerra, que tenia una llarga tradició, però havia estat desacreditat políticament. Encara que el diari es publica en alemany també té seccions publicats en llengua francesa.
L'any 2004, el diari va tenir una tirada de 5.150 exemplars, el que representava el cinquè de més gran circulació, dels aleshores, sis diaris del país. Tanmateix, a causa dels seus estrets vincles amb el Partit Demòcratic, el tercer partit més gran de Luxemburg i habitual soci de coalició de govern, el diari adquireix gran importància i té una circulació més gran que la que es podria esperar.
El diari va rebre 540.421 € com un anual subsidi premsa estatal a Luxemburg el 2009.